# Metro de Sapporo
El Metro de Sapporo (札幌市営地下鉄 Sapporo-shiei-chikatetsu?) es un sistema de tránsito rápido de metro en Sapporo, Hokkaidō, Japón. Está controlado por el Sapporo City Transportation Bureau (札幌市交通局 Sapporo-shi Kōtsū-kyoku?).
El municipio de Sapporo fue sede de los Juegos Olímpicos de invierno de 1972. en japon,asia
La red de metro de Sapporo es un sistema ferroviario de transportes masivos de pasajeros; entró en funcionamiento en el 16 de diciembre de 1971, por el comienzo de los Juegos Olímpicos de Invierno. El metro de Sapporo es la cuarta red más grande del Japón, detrás de Nagoya, Osaka y Tokio. Fue la primera línea de metro para incorporar el sistema de un carril central de guía junto a las ruedas de neumático. El tramo entre Minami-Hiragishi y Makomanai está elevado y cubierto con aluminio para proteger de las continuas nevadas y evitar de gran manera la contaminación acústica hacia el exterior. El operador responsable de la red de metro que controla un total de 49 km repartidos en 48 estaciones y 3 líneas con una afluencia aproximada de 57.000 pasajeros. Japan Railways se encarga de los accesos a la ciudad y de los numerosos servicios de autobús.  Los trenes no están capacitados con aire acondicionado, y no hay ningún tren automático sin conductor; todos están controlados por un operador humano japonés.

## Líneas
El sistema de la red del metro de sapporo tiene 3 líneas, la primera es la Línea Namboku, La de color verde,la segunda la Línea Tōzai La naranja y por último la Línea Tōhō,color azul claro 
| Color      | Color | Nombre        | Letra | Recorrida                             | Apertura | Última expansión | Longitud (km) | Estaciones |
| ---------- | ----- | ------------- | ----- | ------------------------------------- | -------- | ---------------- | ------------- | ---------- |
| Verde      |       | Línea Namboku | N     | Asabu (N01) - Makomanai (N16)         | 1971     | 1978             | 14,3          | 16         |
| Naranja    |       | Línea Tōzai   | T     | Miyanosawa (T01) - Shin-Sapporo (T19) | 1976     | 1999             | 20,1          | 19         |
| Azul cielo |       | Línea Tōhō    | H     | Sakaemachi (H01) - Fukuzumi (H14)     | 1988     | 1994             | 13,6          | 14         |
| TOTAL      | TOTAL | TOTAL         | TOTAL | TOTAL                                 | TOTAL    | TOTAL            | 48            | 49         |

Línea Namboku
| Código | Estación         | Japonés  | Longitud (km)    | Longitud (km) | Transferencias                                                                             | Estructura  | Ubicación   |
| Código | Estación         | Japonés  | Entre estaciones | Total         | Transferencias                                                                             | Estructura  | Ubicación   |
| ------ | ---------------- | -------- | ---------------- | ------------- | ------------------------------------------------------------------------------------------ | ----------- | ----------- |
| N01    | Asabu            | 麻生     | -                | 0,0           | Línea Sasshō (JR Hokkaido; Shin-Kotoni)                                                    | Subterránea | Kita-ku     |
| N02    | Kita-Sanjūyo-Jō  | 北34条   | 1,0              | 1,0           |                                                                                            | Subterránea | Kita-ku     |
| N03    | Kita-Nijūyo-Jō   | 北24条   | 1,2              | 2,2           |                                                                                            | Subterránea | Kita-ku     |
| N04    | Kita-Jūhachi-Jō  | 北18条   | 0,9              | 3,1           |                                                                                            | Subterránea | Kita-ku     |
| N05    | Kita-Jūni-Jō     | 北12条   | 0,8              | 3,9           |                                                                                            | Subterránea | Kita-ku     |
| N06    | Sapporo          | さっぽろ | 1,0              | 4,9           | Línea Tōhō (H07) Línea Hakodate (JR Hokkaido) Hokkaido Shinkansen (en construcción – 2030) | Subterránea | Chūō-ku     |
| N07    | Ōdōri            | 大通     | 0,6              | 5,5           | Línea Tōzai (T09), Línea Tōhō (H08) Sapporo Shiden Línea Ichijō (Nishi-Yon-Chōme)          | Subterránea | Chūō-ku     |
| N08    | Susukino         | すすきの | 0,6              | 6,1           | Sapporo Shiden Línea Yamahana                                                              | Subterránea | Chūō-ku     |
| N09    | Nakajima-Kōen    | 中島公園 | 0,7              | 6,8           | Sapporo Shiden Línea Yamahana (Yamahana-Ku-Jō)                                             | Subterránea | Chūō-ku     |
| N10    | Horohira-Bashi   | 幌平橋   | 1,0              | 7,8           | Sapporo Shiden Línea Yamahana (Seishūgakuen-Mae)                                           | Subterránea | Chūō-ku     |
| N11    | Nakanoshima      | 中の島   | 0,5              | 8,3           |                                                                                            | Subterránea | Toyohira-ku |
| N12    | Hiragishi        | 平岸     | 0,7              | 9,0           |                                                                                            | Subterránea | Toyohira-ku |
| N13    | Minami-Hiragishi | 南平岸   | 1,1              | 10,1          |                                                                                            | Elevada     | Toyohira-ku |
| N14    | Sumikawa         | 澄川     | 1,2              | 11,3          |                                                                                            | Elevada     | Minami-ku   |
| N15    | Jieitai-Mae      | 自衛隊前 | 1,3              | 12,6          |                                                                                            | Elevada     | Minami-ku   |
| N16    | Makomanai        | 真駒内   | 1,7              | 14,3          |                                                                                            | Elevada     | Minami-ku   |

Línea Tōzai
| Código | Estación           | Japonés        | Longitud (km)    | Longitud (km) | Transferencias                                                                      | Ubicación    |
| Código | Estación           | Japonés        | Entre estaciones | Total         | Transferencias                                                                      | Ubicación    |
| ------ | ------------------ | -------------- | ---------------- | ------------- | ----------------------------------------------------------------------------------- | ------------ |
| T01    | Miyanosawa         | 宮の沢         | -                | 0,0           |                                                                                     | Nishi-ku     |
| T02    | Hassamu-Minami     | 発寒南         | 1,5              | 1,5           |                                                                                     | Nishi-ku     |
| T03    | Kotoni             | 琴似           | 1,3              | 2,8           |                                                                                     | Nishi-ku     |
| T04    | Nijūyon-Ken        | 二十四軒       | 0,9              | 3,7           |                                                                                     | Nishi-ku     |
| T05    | Nishi-Nijūhatchōme | 西28丁目       | 1.2              | 4,9           |                                                                                     | Chūō-ku      |
| T06    | Maruyama-Kōen      | 円山公園       | 0,8              | 5,7           |                                                                                     | Chūō-ku      |
| T07    | Nishi-Jūhatchōme   | 西18丁目       | 0,9              | 6,6           | Sapporo Shiden Línea Ichijō, Línea Yamahana-Nishi (Nishi-Jūgo-Chōme)                | Chūō-ku      |
| T08    | Nishi-Jūitchōme    | 西11丁目       | 0,9              | 7,5           | Sapporo Shiden Línea Ichijō (Chūō-Kuyakusho-Mae)                                    | Chūō-ku      |
| T09    | Ōdōri              | 大通           | 1,0              | 8,5           | Línea Namboku (N07), Línea Tōhō (H08) Sapporo Shiden Línea Ichijō (Nishi-Yon-Chōme) | Chūō-ku      |
| T10    | Bus Center-Mae     | バスセンター前 | 0,8              | 9,3           | Terminal de autobuses de Sapporo                                                    | Chūō-ku      |
| T11    | Kikusui            | 菊水           | 1,1              | 10,4          |                                                                                     | Shiroishi-ku |
| T12    | Higashi-Sapporo    | 東札幌         | 1,2              | 11,6          |                                                                                     | Shiroishi-ku |
| T13    | Shiroishi          | 白石           | 1,1              | 12,7          |                                                                                     | Shiroishi-ku |
| T14    | Nangō-Nana-Chōme   | 南郷7丁目      | 1,4              | 14,1          |                                                                                     | Shiroishi-ku |
| T15    | Nangō-Jūsan-Chōme  | 南郷13丁目     | 1,1              | 15,2          |                                                                                     | Shiroishi-ku |
| T16    | Nangō-Jūhatchōme   | 南郷18丁目     | 1,2              | 16,4          |                                                                                     | Shiroishi-ku |
| T17    | Ōyachi             | 大谷地         | 1,5              | 17,9          |                                                                                     | Atsubetsu-ku |
| T18    | Hibarigaoka        | ひばりが丘     | 1,0              | 18,9          |                                                                                     | Atsubetsu-ku |
| T19    | Shin-Sapporo       | 新さっぽろ     | 1,2              | 20,1          | Línea Chitose (JR Hokkaido)                                                         | Atsubetsu-ku |

Línea Tōhō
| Código | Estación              | Japonés      | Longitud (km)    | Longitud (km) | Transferencias                                                                                | Ubicación   |
| Código | Estación              | Japonés      | Entre estaciones | Total         | Transferencias                                                                                | Ubicación   |
| ------ | --------------------- | ------------ | ---------------- | ------------- | --------------------------------------------------------------------------------------------- | ----------- |
| H01    | Sakaemachi            | 栄町         | -                | 0.0           |                                                                                               | Higashi-ku  |
| H02    | Shindō-Higashi        | 新道東       | 0,9              | 0,9           |                                                                                               | Higashi-ku  |
| H03    | Motomachi             | 元町         | 1.2              | 2.1           |                                                                                               | Higashi-ku  |
| H04    | Kanjō-Dōri-Higashi    | 環状通東     | 1,4              | 3,5           |                                                                                               | Higashi-ku  |
| H05    | Higashi-Kuyakusho-Mae | 東区役所前   | 1,0              | 4,5           |                                                                                               | Higashi-ku  |
| H06    | Kita-Jūsan-Jō-Higashi | 北13条東     | 0,9              | 5,4           |                                                                                               | Higashi-ku  |
| H07    | Sapporo               | さっぽろ     | 1,3              | 6,7           | Línea Namboku (N06) Línea Hakodate (JR Hokkaido) Hokkaido Shinkansen (en construcción – 2030) | Chūō-ku     |
| H08    | Ōdōri                 | 大通         | 0,6              | 7,3           | Línea Namboku (N07), Línea Tōzai (T09) Sapporo Shiden: Línea Ichijō (Nishi-Yon-Chōme)         | Chūō-ku     |
| H09    | Hōsui-Susukino        | 豊水すすきの | 0,8              | 8,1           | Sapporo Shiden: Línea Yamahana (Susukino)                                                     | Chūō-ku     |
| H10    | Gakuen-Mae            | 学園前       | 1,4              | 9,5           |                                                                                               | Toyohira-ku |
| H11    | Toyohira-Kōen         | 豊平公園     | 0,9              | 10,4          |                                                                                               | Toyohira-ku |
| H12    | Misono                | 美園         | 1,0              | 11,4          |                                                                                               | Toyohira-ku |
| H13    | Tsukisamu-Chūō        | 月寒中央     | 1,2              | 12,6          |                                                                                               | Toyohira-ku |
| H14    | Fukuzumi              | 福住         | 1,0              | 13,6          |                                                                                               | Toyohira-ku |

## Horarios y precios
El metro está abierto desde principios de la mañana hasta la medianoche. El precio de un billete dependiendo del tipo de billete que necesite.
El billete diario lo tiene por 800 yenes, un viaje múltiple con tarjeta de prepago y acceso al autobús y al tranvía ronda los 1000 yenes y un pase especial para todo el día pero solo válido para los sábados, domingos y festivos tiene con un coste de 500 yenes aproximadamente (2010). 

## Accesos e infraestructura del metro
El sistema de transporte público de Sapporo  lo forman 3 líneas de metro, una ruta de tranvía y otras más de autobús. Con posibilidad de acceso a zonas comerciales, empresariales y de entretenimiento. La estación central de tren, la central de autobuses y el nuevo aeropuerto de Chitose, los suburbios y las zonas periféricas.
Los accesos a la ciudad están bajo la responsabilidad de Japan Railways.

## Tecnología
Los trenes del metro son guiados por un carril central con neumáticos de caucho  en dos pistas metálicas. Este sistema es único entre los trenes subterráneos de Japón.